# Siegfried Matthus

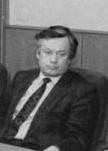
Siegfried Matthus, 1990

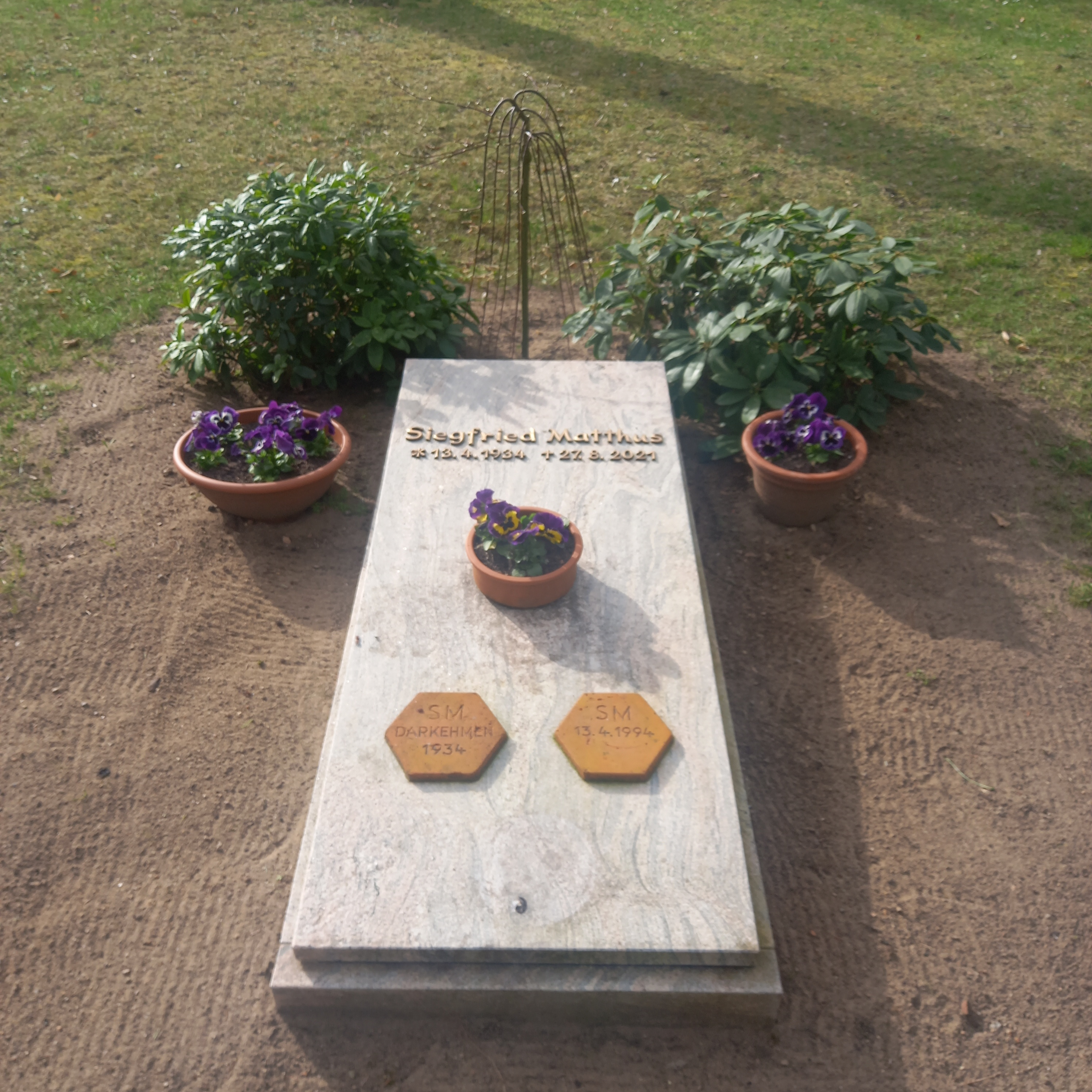
Das Grab von Siegfried Matthus auf dem Friedhof in Rheinsberg

Siegfried Matthus (* 13. April 1934 in Mallenuppen, Ostpreußen; † 27. August 2021 in Stolzenhagen) war ein deutscher Komponist und Dramaturg.

## Leben und Wirken

### Herkunft
Die Eltern von Siegfried Matthus waren Landwirte mit einem Gehöft. Die Mutter verdiente mit Schneidern etwas dazu, der Vater spielte in der Schenke zum Tanz auf, am Wochenende auch über Land. Mit neun Jahren wurde Siegfried Matthus zum Klavierunterricht geschickt. Am 22. Oktober 1944 floh er mit seiner Familie vor den heranrückenden Truppen der Roten Armee in den Westen. Nach einer schweren Übergangszeit wurden die Eltern Neubauern in Läsikow im Landkreis Ruppin. Der Vater lehrte ihn Geigen- und Trompetenspiel so weit, dass er eine Nacht mit dem üblichen Repertoire Musik machen und dabei auch improvisieren konnte.

### Studium und Beruf
Nach der Grundschule besuchte er bis zum Abitur die Oberschule in Rheinsberg, auf der er in der zwölften Klasse die Leitung des Schulchors übernahm, für den er auch komponierte. Von 1952 bis 1958 studierte Matthus an der Deutschen Hochschule für Musik in Ost-Berlin Chor- und Ensembleleitung, seit 1956 auch Komposition bei Rudolf Wagner-Régeny. Von 1958 bis 1960 war er Meisterschüler von Hanns Eisler und danach bis 1964 freischaffender Komponist.
Für Rundfunksendungen zum Bau der Berliner Mauer lieferte Matthus propagandistische Beiträge.
Walter Felsenstein holte ihn 1964 an die Berliner Komische Oper, wo Matthus in Zusammenarbeit mit Götz Friedrich und Harry Kupfer lange als Berater (Dramaturg) für zeitgenössische Musik und Komponist wirkte. 1972 übernahm er eine Meisterklasse an der Akademie der Künste der DDR. Mit der Reihe Kammermusik im Gespräch wurde er von 1966 bis 1988 zum Pionier der Modernen Klassischen Musik in der DDR. 1985 wurde er zum Professor ernannt. Zu seinen Schülern gehören Bernd Franke, Thomas Hertel, Walter Thomas Heyn und Reinhard Pfundt.
1969 wurde er Mitglied der Deutschen Akademie der Künste in Berlin (Ost), wo er ab 1972 eine Meisterklasse dieser Akademie leitete und Sekretär der Sektion Musik war. 1976 wurde er auch Mitglied der Akademie der Künste Berlin (West) sowie 1978 Mitglied der Bayerischen Akademie der Schönen Künste in München.
1990 initiierte er die Gründung der Kammeroper Schloss Rheinsberg mit Opernwerkstatt und Aufführungen, deren künstlerischer Leiter er seit der Gründung bis 2014 war. Am 1. September 2014 übernahm sein Sohn Frank Matthus die Leitung. 2007 erhielt die neue Veranstaltungshalle im Hafendorf Rheinsberg den Namen Siegfried-Matthus-Arena.

### Familie
Er war ab 1957 mit der Sängerin Helga Matthus verheiratet und wohnte in Stolzenhagen und in Berlin. Sein Sohn Frank Matthus (* 1964) ist Schauspieler und Theaterregisseur. Siegfried Matthus starb nach längerer schwerer Krankheit im August 2021 im Alter von 87 Jahren.

## Auszeichnungen
- 1959: Bronze-Medaille bei den Weltfestspielen der Jugend und Studenten in Wien
- 1963: Ernst-Zinna-Preis der Stadt Berlin
- 1966: 1. Preis im Berliner Kompositionswettbewerb zu Ehren des 20. Jahrestages der SED
- 1968: Kritikerpreis der Berliner Zeitung
- 1969: Hanns-Eisler-Preis des Rundfunks der DDR
- 1969: Johannes-R.-Becher-Medaille in Gold
- 1970: Kunstpreis der DDR
- 1972: Nationalpreis der DDR III. Klasse für Kunst und Literatur
- 1974: Ehrennadel des Verbandes der Komponisten und Musikwissenschaftler der DDR in Silber
- 1979: Vaterländischer Verdienstorden
- 1980: Kunstpreis des FDGB
- 1984: Nationalpreis der DDR II. Klasse für Kunst und Literatur
- 1984: Ehrenbürger der Stadt Rheinsberg
- 1996: Preis der Internationalen Theaterinstituts Berlin (ITI)
- 1997: Kulturpreis der Landsmannschaft Ostpreußen für Musik
- 1998: Deutscher Kritikerpreis
- 2000: Verdienstkreuz 1. Klasse des Verdienstordens der Bundesrepublik Deutschland
- 2006: Verdienstorden des Landes Brandenburg
- 2013: Louis Spohr Musikpreis Braunschweig[6]
- 2015: Großes Verdienstkreuz der Bundesrepublik Deutschland[7]

## Werke (Auswahl)
Matthus komponierte etwa 600 Musikwerke, die ihn zu einem der bekanntesten Komponisten der DDR machten. Er befasste sich mit Dodekaphonie, Serieller Musik und historischen Kompositionsverfahren von Bach bis Strauss, fühlte sich aber später einer freien Atonalität verpflichtet und arbeitete mit sieben- bis elf-tönigen Reihen. Er erfreute sich hoher Aufführungszahlen und wurde auch vom Publikum akzeptiert.

### Opern
- 1960–1963: Lazarillo von Tormes
- 1966/1967: Der letzte Schuss, Uraufführung: Komische Oper Berlin, Regie: Götz Friedrich
- 1971: Noch einen Löffel Gift, Liebling? (Komische Kriminaloper von Peter Hacks nach der Komödie Risky Marriage von Saul O’Hara),  Uraufführung: Komische Oper Berlin, Regie: Götz Friedrich
- 1972–1974: Omphale (von Peter Hacks)
- 1983/1984: Die Weise von Liebe und Tod des Cornets Christoph Rilke (nach Rainer Maria Rilkes Erzählung Die Weise von Liebe und Tod des Cornets Christoph Rilke), Uraufführung: Semperoper, Regie: Ruth Berghaus
- 1982–84: Judith (nach Friedrich Hebbel), Uraufführung: Komische Oper Berlin, Regie: Harry Kupfer
- 1987/1988: Graf Mirabeau, Uraufführung: Staatsoper Berlin, Regie: Erhard Fischer
- 1990/1991: Desdemona und ihre Schwestern (nach Christine Brückner), Uraufführung: Komische Oper Berlin, Regie: Götz Friedrich
- 1998: Farinelli oder die Macht des Gesanges
- 1998/1999: Kronprinz Friedrich (Libretto von Thomas Höft), Kammeroper Schloss Rheinsberg, Regie: Götz Friedrich
- 2004: Die unendliche Geschichte (nach Michael Endes Roman Die unendliche Geschichte im Auftrag des Kultusministeriums von Rheinland-Pfalz, Libretto von Anton Perrey)
- 2007: Cosima (Rekonstruktion eines Opernfragments von Friedrich Nietzsche)
- 2016: Luthers Träume. Eine musikalische Vision
- 2019: Effi Briest (nach dem gleichnamigen Roman von Theodor Fontane, im Auftrag des Staatstheaters Cottbus, Libretto von Frank Matthus)[8]

### Sonstige Kompositionen
- zahlreiche Lieder, Ouvertüren, Hörspiel- und Fernsehmusiken
- 1963: Kleines Orchesterkonzert
- 1968: Violinkonzert
- 1969: Dresdner Sinfonie (1970 neues Finale)
- 1970: Klavierkonzert
- 1975: Cellokonzert
- 1976: Zweite Sinfonie
- 1977: Orchesterkonzert Responso
- 1982: Konzert für Trompete, Pauken und Orchester (zur 100-Jahr-Feier der Berliner Philharmoniker)
- 1984: Der Wald, Paukenkonzert
- 1985: Divertimento für Orchester (für die Salzburger Festspiele)
- 1985: Die Windsbraut (für die Münchner Philharmoniker)
- 1989: Der See Harfenkonzert
- 1993: Sinfonie Unser Mund soll von Weisheit reden und unser Herz in Liebe sein (Gewandhaussinfonie)
- 1994: Manhattan Concerto (für die Manhattan School in New York)
- 1994: Konzert für Horn und Orchester (für Staatskapelle Dresden und Peter Damm)
- 1996: Streichquartett Das Mädchen und der Tod
- 2002: Concerto for Two für Trompete und Posaune
- 2005: De vacuo spatio (Musikalische Metaphern nach Texten von Otto von Guericke, zur 1200-Jahr-Feier der Stadt Magdeburg)
- 2005: Phantastische Zauberträume – ein saxofonisches Märchen (für Kieler Philharmoniker)
- 2005: Te Deum (zur Weihe der wieder aufgebauten Dresdner Frauenkirche)
- 2006: Song der Fußballjungen für drei Frauenstimmen und Orchester, UA am 8. Februar 2006, Berlin
- 2007: Lamento (Auftragswerk der Münchner Philharmoniker)
- 2008: Feuermusik für Streichorchester
- 2009: Konzert für Fünf  für Bläserquintett und Orchester (Auftragswerk der Stiftung Berliner Philharmoniker; uraufgeführt am 28. Mai 2009 in Berlin).
- 2009: Neun sinfonische Intermezzi zu Schillers Ode an die Freude (Auftragswerk des Akademischen Orchesters Leipzig, UA am 9. November 2009, Gewandhaus Leipzig)
- 2010: Grete Minde nach Theodor Fontane für Solisten, Chor und Orchester (UA am 22. Mai 2010, Neuruppin)
- 2011: Konzert für Posaunenquartett und Orchester „Vier Wildschweine zerstören das Paradies“ (UA am 9. März 2012, Saalfeld)
- 2012: Konzert für Violine und Orchester „Traum einer Sommernacht“, gewidmet der Geigerin Viviane Hagner (Auftragswerk der Festspiele Mecklenburg-Vorpommern, UA am 26. August 2012, Ulrichshusen)
- 2013: Schweriner Konzert, Auftragswerk der Mecklenburgischen Staatskapelle aus Anlass ihres 450-jährigen Bestehens. UA  am 21. Mai 2013, Schwerin
- 2015: Von der Macht des Gesangs für Vokalsolisten, Chor und Orchester. Zum 200. Jahrestag der Gründung der Singakademie Frankfurt (Oder), UA am 1. März 2015, Frankfurt (Oder)
- 2015: Epimetheus oder Die Geburt der Hoffnung aus der Musik, Kantate für vier Gesangssolisten, Chor und Orchester (Auftragswerk der Ruhr-Universität Bochum aus Anlass ihres 50-jährigen Bestehens, UA am 24. Juni 2015, Bochum)

### Theatermusik
- 1965: Brendan Behan: Die Geisel – Regie: Günter Rüger  (Hans Otto Theater Potsdam)
- 1968: Ariano Suassuna: Das Testament eines Hundes – Regie: Friedo Solter (Deutsches Theater Berlin)

### Hörspielmusik
- 1963: Thorbjørn Egner: Annette und die wilden Räuber – Regie: Fritz Göhler (Kinderhörspiel – Rundfunk der DDR)
- 1965: Vercors: Zoo oder Der menschenfreundliche Mörder – Regie: Edgar Kaufmann (Rundfunk der DDR)
- 1965: Peter Weiss: Die Ermittlung – Regie: Wolfgang Schonendorf (Rundfunk der DDR)
- 1971: Gerhard Rentzsch: Das Amulett – Regie: Wolf-Dieter Panse (Hörspiel – Rundfunk der DDR)

### Filmmusik
- 1968: Wege übers Land
- 1976: Die Leiden des jungen Werthers
- 1978: Ich zwing dich zu leben